# Тарасевич, Ирина Владимировна
Ири́на Влади́мировна Тарасе́вич (16 августа 1928, Москва, СССР — 11 декабря 2017, Москва, Россия) — советский и российский учёный-эпидемиолог, академик Российской академии наук (2013).

## Биография
Родилась в семье педагогов. В 1945 году окончила среднюю школу в Загорске (теперь это Сергиев Посад). Была студенткой биолого-почвенного факультета Московского государственного университета, в котором завершила своё обучение в 1951 году. С 1953 года и до конца жизни вела научно-исследовательскую работу в НИИ эпидемиологии и микробиологии имени Н. Ф. Гамалеи. В 1956 году защитила кандидатскую диссертацию на тему «Клещи Hyalomma plumbeum и Rhipicephalus bursa — резервуары и переносчики риккетсий Бернета в очаге Ку-лихорадки в Крыму». В 1966 году произошла защита докторской диссертации по теме «Лихорадка цуцугамуши (этиология и изучение природного очага в Южном Приморье)».
В 1988 году была избрана членом-корреспондентом АМН СССР, в 1997 году академиком РАМН (с 2013 года в составе РАН) по отделению медицинских наук.
В своей научно-исследовательской работе занималась вопросами эпидемиологии, диагностики и профилактики риккетсиозов, микробиологии, молекулярной биологией, генетики риккетсий, эрлихий, анаплазм и бартонелл, и другие. В честь учёной был назван один из открытых патогенных риккетсий — Rickettsia tarasevichae.
Похоронена в Москве на Донском кладбище.

## Основные работы

### Книги
- Кулагин С. М., Тарасевич И. В. Лихорадка цуцугамуши. — М.: Медицина, 1972. — 230 с.
- Тарасевич И. В. Астраханская пятнистая лихорадка. — М.: Медицина, 2002. — 176 с.
- Тарасевич И. В., Боев Б. В. Сыпной тиф и математическое моделирование эпидемического процесса. — Смоленск: МАКМАХ, 2013. — 61 с. ISBN 978-5-9903685-6-9

### Статьи
- Боев Б. В., Барабаш В. К., Тарасевич И. В. Математические модели в системе прогнозирования заболеваемости сыпным тифом // Эпидемиологическая кибернетика: модели, информация, эксперименты. — M.: АМН — НИИЭМ им. Н. Ф. Гамалеи, 1991. — С. 153—160.
- Комнова Т. Д., Садовская Т. И., Мелехина З. С., Фетисова Н. Ф., Комарова А. И., Тарасевич И. В. «Вынос» эндемичной инфекции из очага в неэндемичный район // Здоровье населения и среда обитания. — 1999. — № 4. — С. 8-11.
- Пантюхина А. Н., Тарасевич И. В., Шпынов С. Н. Перспективы совершенствования иммунофлюоресцентного метода для диагностики риккетсиозов и Q лихорадки // Инфекционные болезни. Новости. Лечение. Обучение. — 2017. — № 2. — С. 79—85.
- Сайфуллин М. А., Кареткина Г. Н., Сафонова О. А., Попова С. П., Базарова М. В., Малышев Н. А., Комарова А. И., Макарова В. А., Пантюхина А. Н., Тарасевич И. В. Завозные риккетсиозы группы клещевой пятнистой лихорадки в Москве // Журнал микробиологии, эпидемиологии и иммунобиологии. — 2011. — № 3. — С. 81-86.
- Тарасевич И. В. Развитие учения о риккетсиях и риккетсиозах // Инфекционные болезни. Новости. Лечение. Обучение. — 2017. — № 2. — С. 22—30.
- Тарасевич И. В. Современные представления о риккетсиозах // Клиническая микробиология, антимикробная химиотерапия. — 2005. — № 2. — С. 119—129.
- Тарасевич И. В. Сыпной тиф // Эволюция инфекционных болезней в России в XX веке. — М.: Медицина, 2003. — С. 474—485.
- Тарасевич И. В. Экология риккетсий и эпидемиология риккетсиозов // Вестник Российской Академии медицинских наук. — 2008. — № 7. — С. 5—10.
- Тарасевич И. В., Сайфуллин М. А., Лучшев А. В., Пантюхина А. Н., Мазанкова Л. Н., Дудина К. Р., Макарова В. А., Шпынов С. Н. Завозные риккетсиозы, выявленные в Москве у туристов из эндемических очагов // Эпидемиология и инфекционные болезни. — 2015. — № 3. — С. 55—61.